# Bistum Cuneo-Fossano
Das Bistum Cuneo-Fossano (lat. Dioecesis Cuneensis-Fossanensis, ital. Diocesi di Cuneo-Fossano) ist eine in Italien gelegene römisch-katholische Diözese mit Sitz in Cuneo.

## Geschichte
Das Bistum Cuneo wurde am 17. Juli 1817 durch Papst Pius VII. mit der Apostolischen Konstitution Beati Petri aus Gebietsabtretungen des Bistums Mondovì errichtet und dem Erzbistum Turin als Suffraganbistum unterstellt.
Papst Johannes Paul II. vereinigte das Bistum Cuneo am 1. Februar 1999 in persona episcopi mit dem Bistum Fossano. Am 1. Juni 2023 vereinigte Papst Franziskus die beiden Diözesen zum Bistum Cuneo-Fossano.

## Bischöfe von Cuneo
- Amedeo Bruno di Samone, 1817–1838
- Giuseppe Agostino Salomoni CM, 1840–1842
- Clemente Manzini OCarm, 1844–1865
- Andrea Formica, 1867–1885
- Teodoro Valfrè di Bonzo, 1885–1895, dann Bischof von Como
- Andrea Fiore, 1895–1914
- Natale Gabriele Moriondo OP, 1914–1920, dann Titularbischof von Cidyessus
- Giuseppe Castelli, 1920–1924, dann Bischof von Novara
- Quirico Travaini, 1926–1934
- Giacomo Rosso, 1934–1956
- Guido Tonetti, 1957–1971
- Carlo Aliprandi, 1971–1999
- Natalino Pescarolo, 1999–2005
- Giuseppe Cavallotto, 2005–2015
- Piero Delbosco, seit 2015